# 灰腹长尾鼩鼱
灰腹长尾鼩鼱（学名：Episoriculus sacratus），一种分布于中国四川省的小型哺乳动物，隶属于鼩鼱科大長尾鼩屬。本种曾认为是长尾鼩（Episoriculus caudatus）的一个亚种，2008年日本学者通过染色体核型研究认为本种为有效种。